# Isaac de Síria (monjo)
Isaac de Síria (Isaacus Syrus) fou un monjo natural de Síria que més tard fou sacerdot a Antioquia i va morir vers el 456.
Va escriure en siríac i segurament també en grec, alguns tractats de matèries teològiques en gran part en oposició als escriptors nestorians i eutiquians. El seu principal treball és De Contemtu Mundi, de Operatione Corporali et sui Abjectione Liber.